# Marco Wittmann

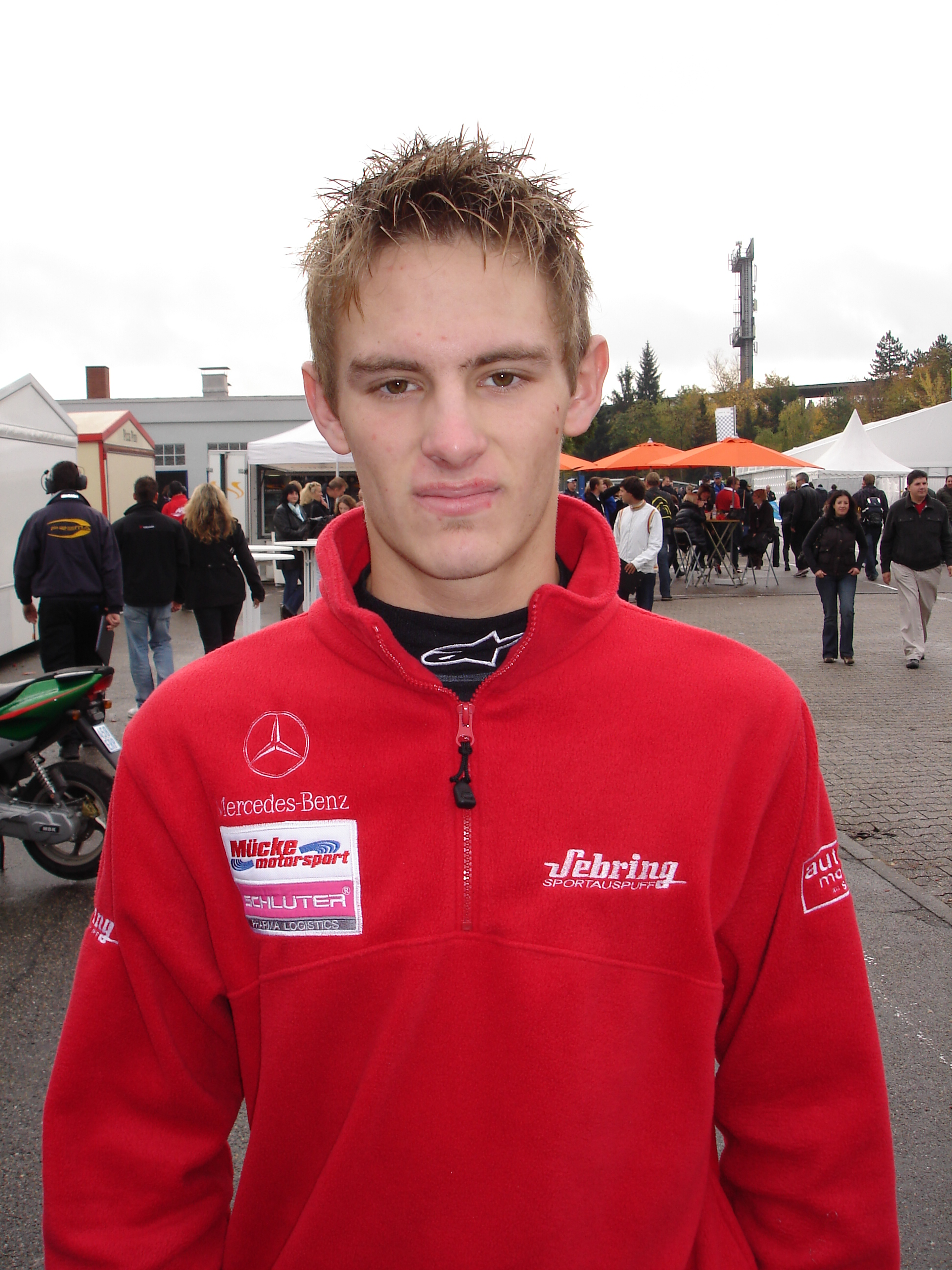
Marco Wittmann in 2009.

Marco Wittmann (Fürth, 24 november 1989) is een Duits autocoureur. 

## Carrière
In 2001 begon Wittmann zijn autosportcarrière in het karting, waar hij tot 2007 actief bleef. Dat jaar maakte hij de overstap naar het formuleracing, waar hij ging rijden in de Formule BMW ADAC voor het team van Josef Kaufmann Racing. In de tweede race op Oschersleben behaalde hij zijn eerste overwinning in het kampioenschap, waarna een week later in de tweede race op de Nürburgring zijn tweede overwinning volgde. Uiteindelijk eindigde hij als vijfde in het kampioenschap met 570 punten en als tweede van de rookies, slechts drie punten achter Adrien Tambay. Aan het eind van het jaar nam hij ook deel aan de Formule BMW Final, waar hij als tweede eindigde achter Philipp Eng.
In 2008 bleef Wittmann in de Formule BMW rijden, maar nu in het Europese kampioenschap voor Josef Kaufmann Racing. Hij behaalde één overwinning op Spa-Francorchamps en eindigde hiermee als tweede in het kampioenschap met 327 punten, 26 punten minder dan Esteban Gutiérrez.
In 2009 stapte Wittmann over naar de Formule 3, waarbij hij ging rijden in de Formule 3 Euroseries voor Mücke Motorsport. Enkel in het laatste raceweekend op de Hockenheimring behaalde hij punten met een zevende en een vierde plaats, waardoor hij als zestiende in het kampioenschap eindigde met zes punten. Ook nam hij deel aan de Masters of Formula 3, waar hij 26e werd.
In 2010 bleef Wittmann in de Formule 3 Euroseries rijden, maar stapte over naar het team Signature. In de eerste race op de Hockenheimring behaalde hij zijn eerste overwinning in het kampioenschap. Met in totaal tien podiumplaatsen eindigde hij als tweede in het kampioenschap met 76 punten, 25 punten minder dan Edoardo Mortara. Ook nam hij deel aan zowel de Masters of Formula 3 als de Grand Prix van Macau, waar hij respectievelijk als derde en vierde over de finish kwam.
In 2011 reed Wittmann een derde seizoen in de Formule 3 Euroseries en ook in de uit verschillende Formule 3-evenementen bestaande Formule 3 International Trophy. In beide kampioenschappen eindigde hij als tweede, met vijf overwinningen in de Euroseries en twee in de Trophy, maar verloor in beide kampioenschappen van Roberto Merhi. Opnieuw nam hij deel aan de Masters en de GP van Macau, waarin hij respectievelijk als tweede en derde eindigde.
Na een jaar zonder vast zitje in 2012, keerde Wittmann in 2013 fulltime terug in de autosport als zevende coureur van het team van BMW in de Deutsche Tourenwagen-Masters, rijdend voor het BMW Team MTEK naast voormalig Formule 1-coureur Timo Glock.